# Eduardo Fernández de la Garza
Eduardo Fernández de la Garza (* 30. Juli 1962 in Ciudad Juárez, Chihuahua) ist ein ehemaliger mexikanischer Fußballspieler auf der Position des Torwarts.

## Leben
Fernández de la Garza begann seine Karriere in der mexikanischen Primera División 1983/84 beim CF Oaxtepec. Als dieser nach zweijähriger Zugehörigkeit zur ersten Liga im Sommer 1984 abstieg, wechselte er zum Aufsteiger Ángeles de Puebla, bei dem er bis zum Sommer 1987 unter Vertrag stand. Anschließend wechselte er zum Hauptstadtverein Cruz Azul, mit dem er in der Saison 1988/89 die Finalspiele gegen den Stadtrivalen América erreichte.
Nachdem er Cruz Azul im Sommer 1990 verlassen hatte, absolvierte Fernández jeweils einjährige Gastspiele bei Atlante und Monarcas Morelia, für die er zweimal tätig war. 1993 wechselte Fernández zum Club Deportivo Guadalajara, bei dem er mit der Dauer von vier Jahren seine längste Vereinszugehörigkeit hatte. Bevor er die Chivasi im Sommer 1997 verließ, gewann er mit ihnen im Torneo Verano 1997, dem Rückrundenturnier der Saison 1996/97, seinen einzigen Meistertitel. Allerdings kam er im Meisterturnier nur zu insgesamt vier Einsätzen zwischen dem vierten und achten Spieltag, weil Martín Zúñiga sich als neuer Stammtorhüter etabliert hatte.
Dass er seinen Zenit bereits überschritten hatte, lässt sich auch der Tatsache entnehmen, dass er auch bei seinen folgenden Arbeitgebern in der ersten Liga, Tiburones Rojos Veracruz (mit denen er am Ende der Saison 1997/98 den zweiten Abstieg seiner Laufbahn hinnehmen musste) und Toros Neza (dem Endspielgegner beim Titelgewinn von Guadalajara im Sommer 1997), nur noch wenige Einsätze bestritt und im zweiten Halbjahr 1998 eine Halbsaison beim Zweitligisten Chivas Tijuana in der Primera División 'A' absolvierte.
1992 bestritt Fernández im Rahmen der WM-Qualifikation zwei Spiele für die mexikanische Nationalmannschaft über die volle Distanz von 90 Minuten: das erste wurde am 29. November gegen Costa Rica (0:2) verloren, das zweite in der darauffolgenden Woche mit 11:0 gegen San Vicente gewonnen.